# Erquinghem-Lys
Erquinghem-Lys (Nederlands: Erkegem-aan-de-Leie) is een gemeente in het Franse Noorderdepartement (Frans: département du Nord) (regio Hauts-de-France) en telde op 1 januari 2022 5.349 inwoners. De plaats maakt deel uit van het arrondissement Rijsel.

## Geografie
De oppervlakte van Erquinghem-Lys bedroeg op 1 januari 2022 9 vierkante kilometer; de bevolkingsdichtheid was toen 594,3 inwoners per km². De hoogte bedraagt ongeveer 18 meter. Erquinghem-Lys ligt aan de Leie. Vanwege de kanalisatie zijn er dode riviermeanders ontstaan welke gebied omsluiten dat periodiek overstroomd kan worden. Hier vindt men een gebied van 70 ha dat op verschillende graden van intensiteit beheerd wordt. Ook zijn hier poelen gegraven met zwak aflopende oevers. Erquinghem-Lys is aan de oostzijde vrijwel vastgebouwd aan Armentières.

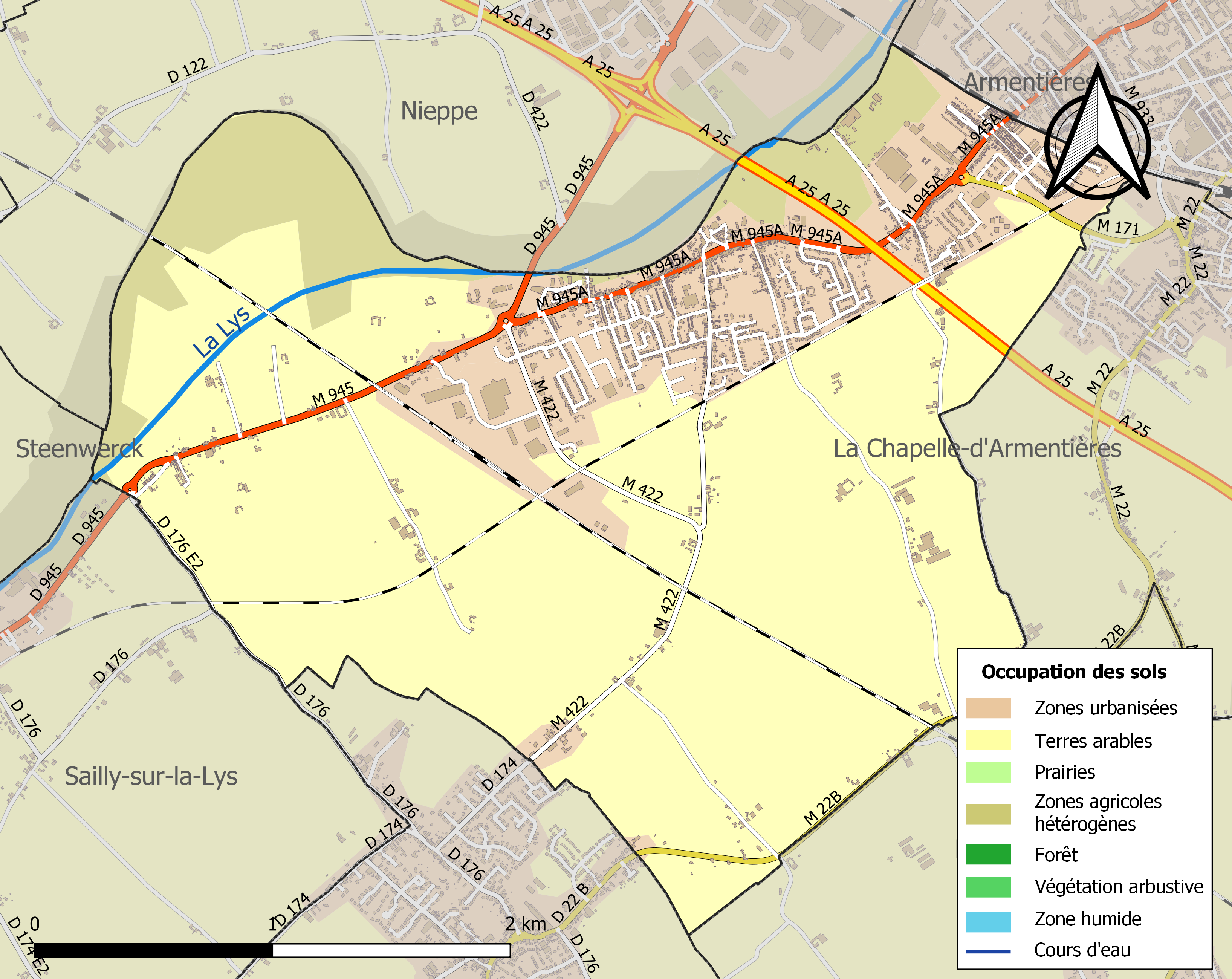
Kaart van de gemeente met belangrijkste infrastructuur, bodemgebruik en omliggende gemeenten

## Geschiedenis
Erquinghem-Lys werd voor het eerst vermeld in 1036, als Erchinguehem, bestaande uit een persoonsnaam en het heim (woonplaats) -achtervoegsel. Het behoorde tot het Graafschap Vlaanderen, Kasselrij Rijsel.
Op 15 januari 1870 vertrok een luchtballon vanuit het belegerde Parijs en landde in Erquinghem-Lys.
Tijdens de Eerste Wereldoorlog werd de plaats vernield.

## Industrie
In het verleden waren hier fabrieken van Superia en Claeys, en werden er fietsen, motorfietsen, landbouwmachines, kinderwagens en poppenwagens vervaardigd. Ook meubelen waaronder tv- en radiomeubels werden er geproduceerd.

## Bezienswaardigheden
- De Sint-Martinuskerk (Église Saint-Martin), een neogotische kerk met voorgebouwde toren, gebouwd na de Eerste Wereldoorlog.
- De vroegere blekerij van de firma Mahieu, aan de Rue des frères Mahieu
- De oude motte, waar vroeger de zetel van de heerlijkheid was
- In de gemeente liggen twee militaire begraafplaatsen uit de Eerste Wereldoorlog:
  - Erquinghem-Lys Churchyard Extension
  - Suffolk Cemetery, La Rolanderie Farm

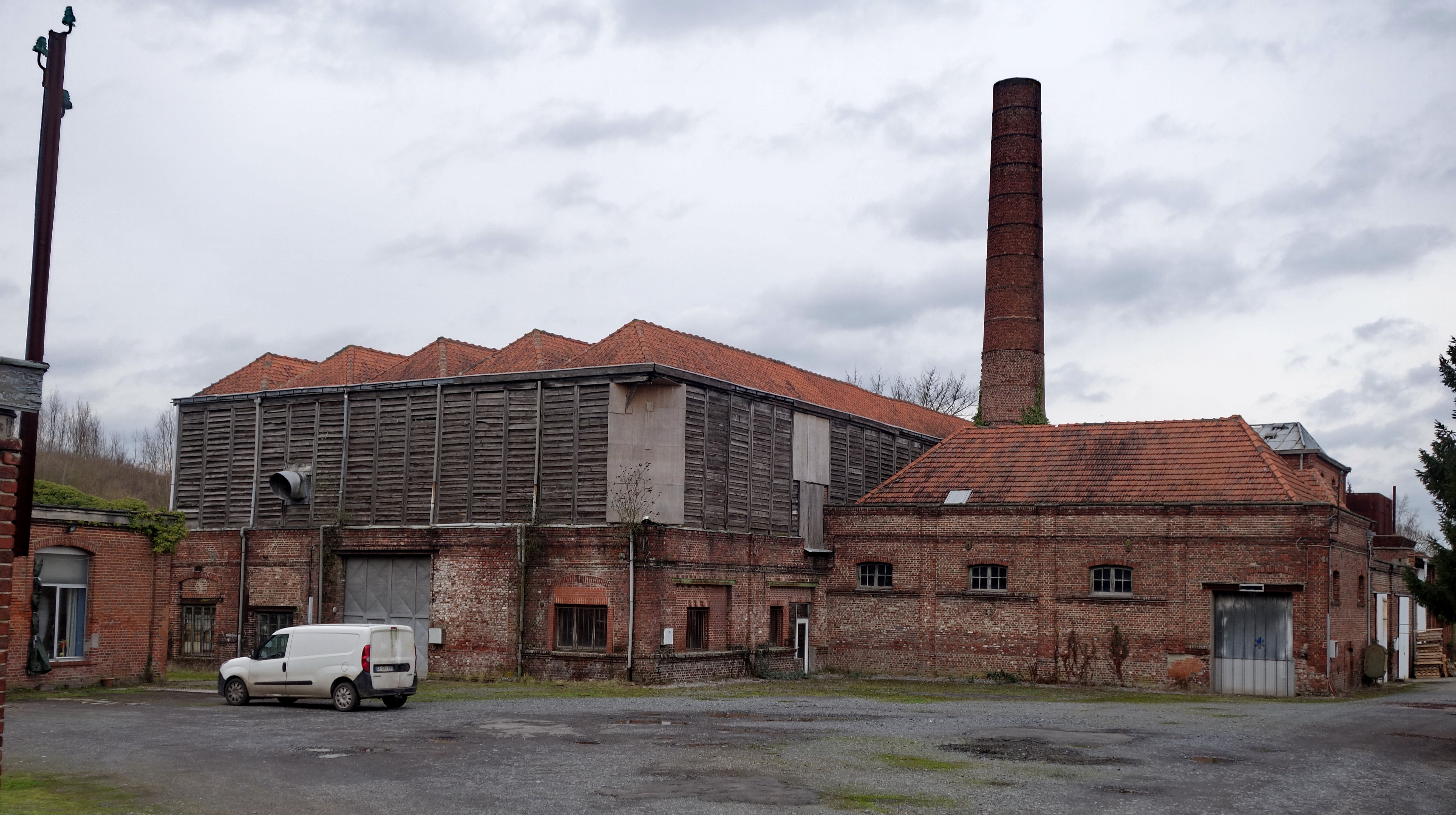
Oude linnendrogerij van Mahieu
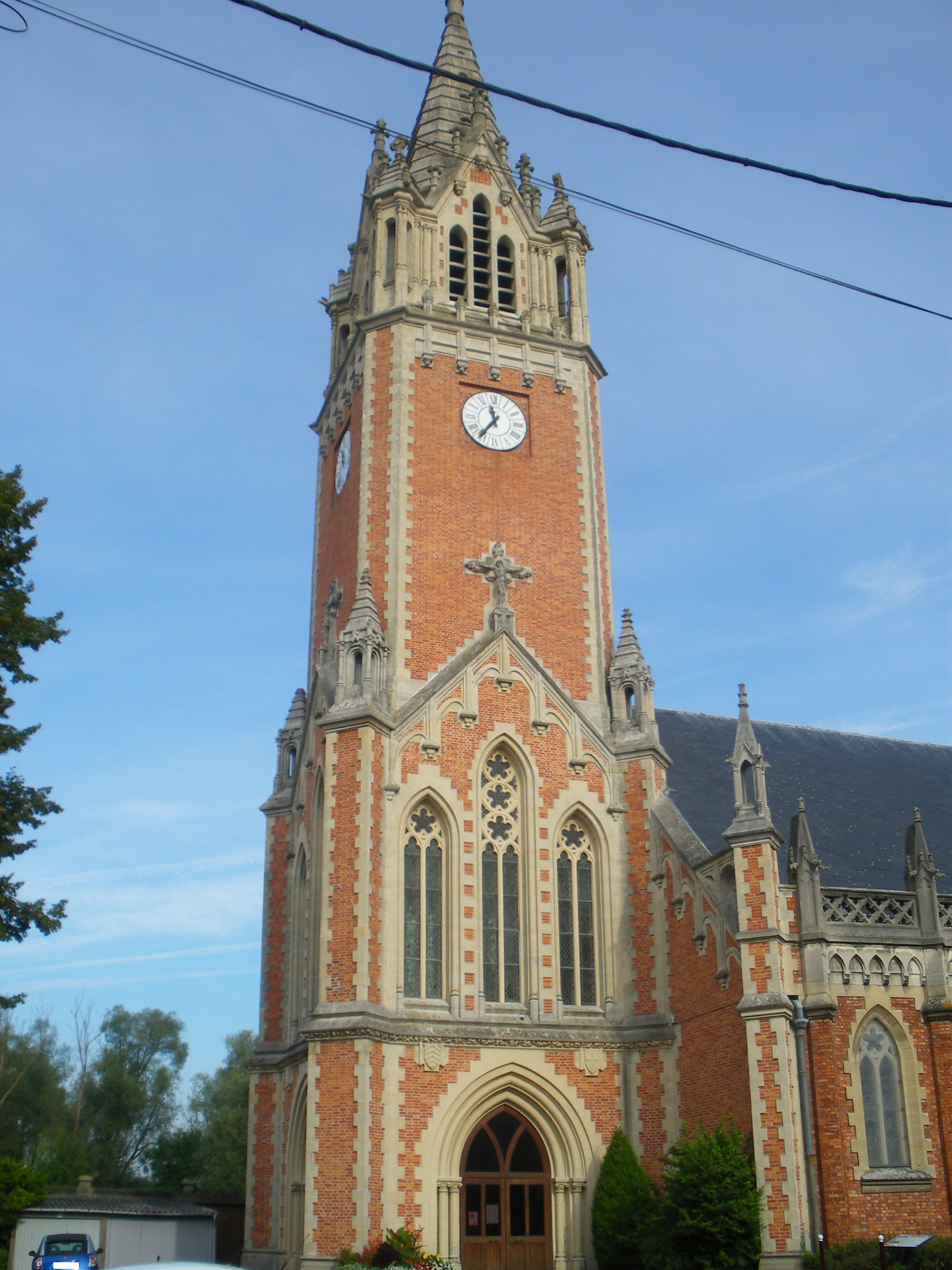
De Sint-Martinuskerk
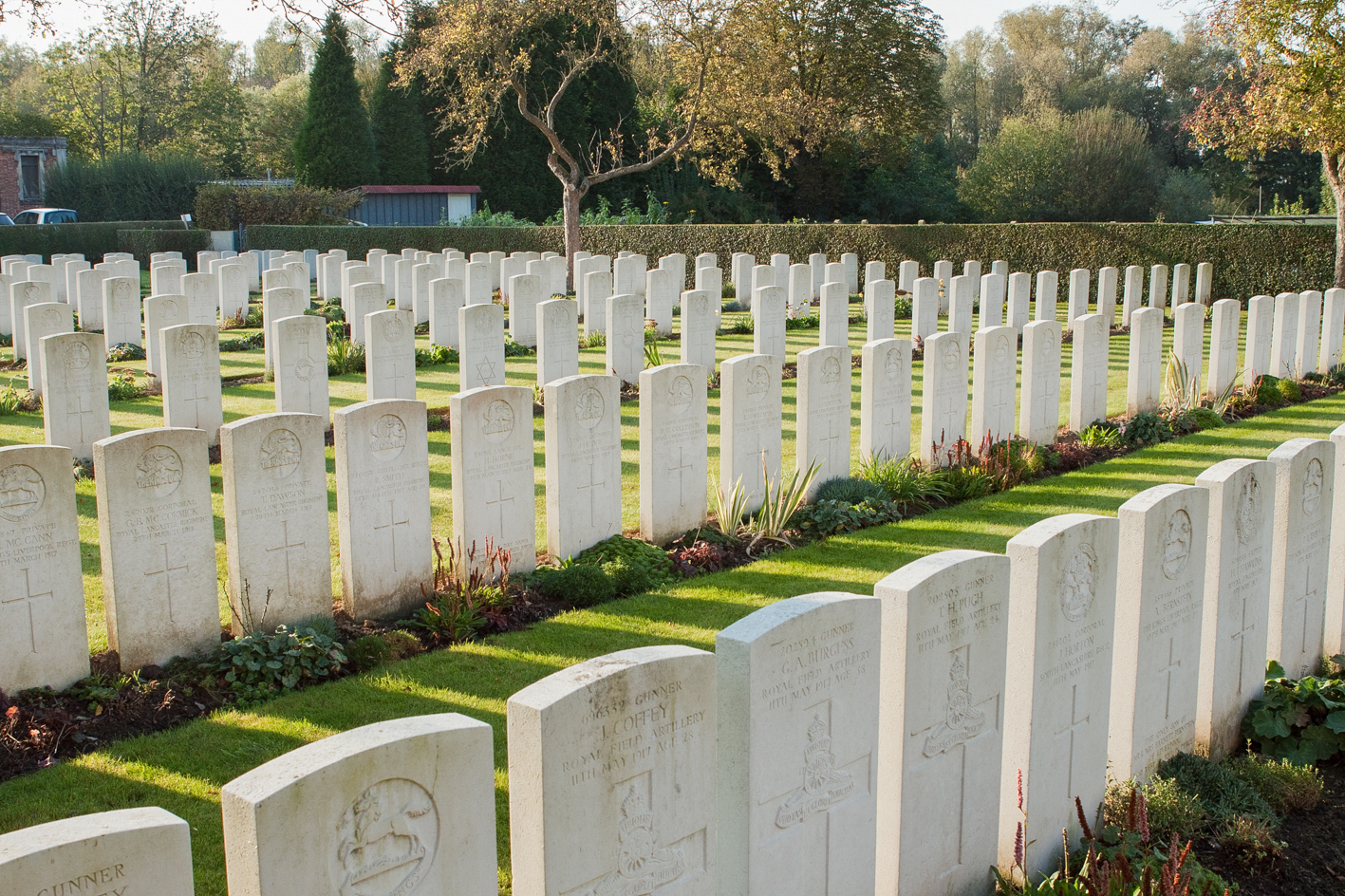
Erquinghem-Lys Churchyard Extension
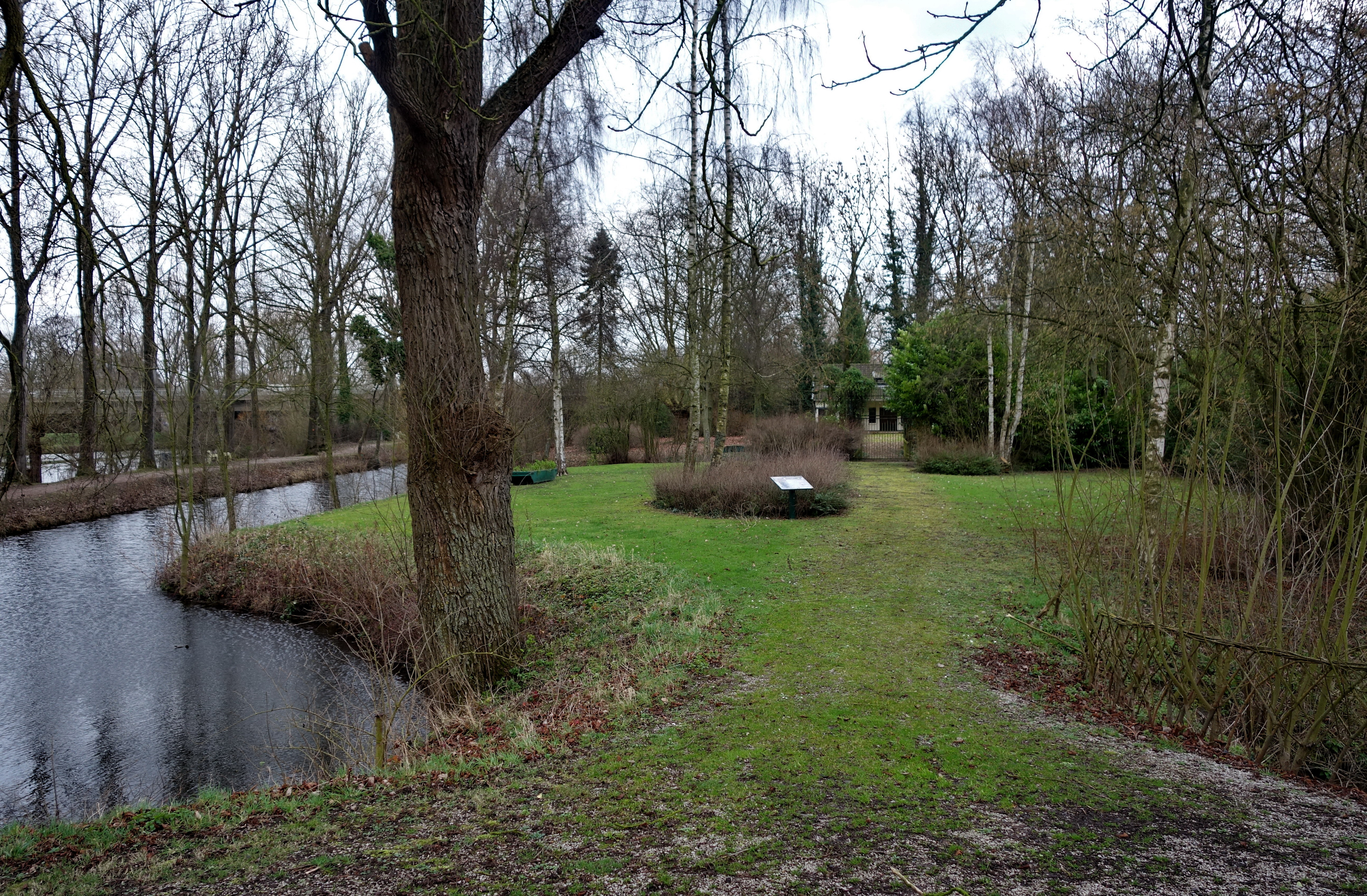
Feodale motte
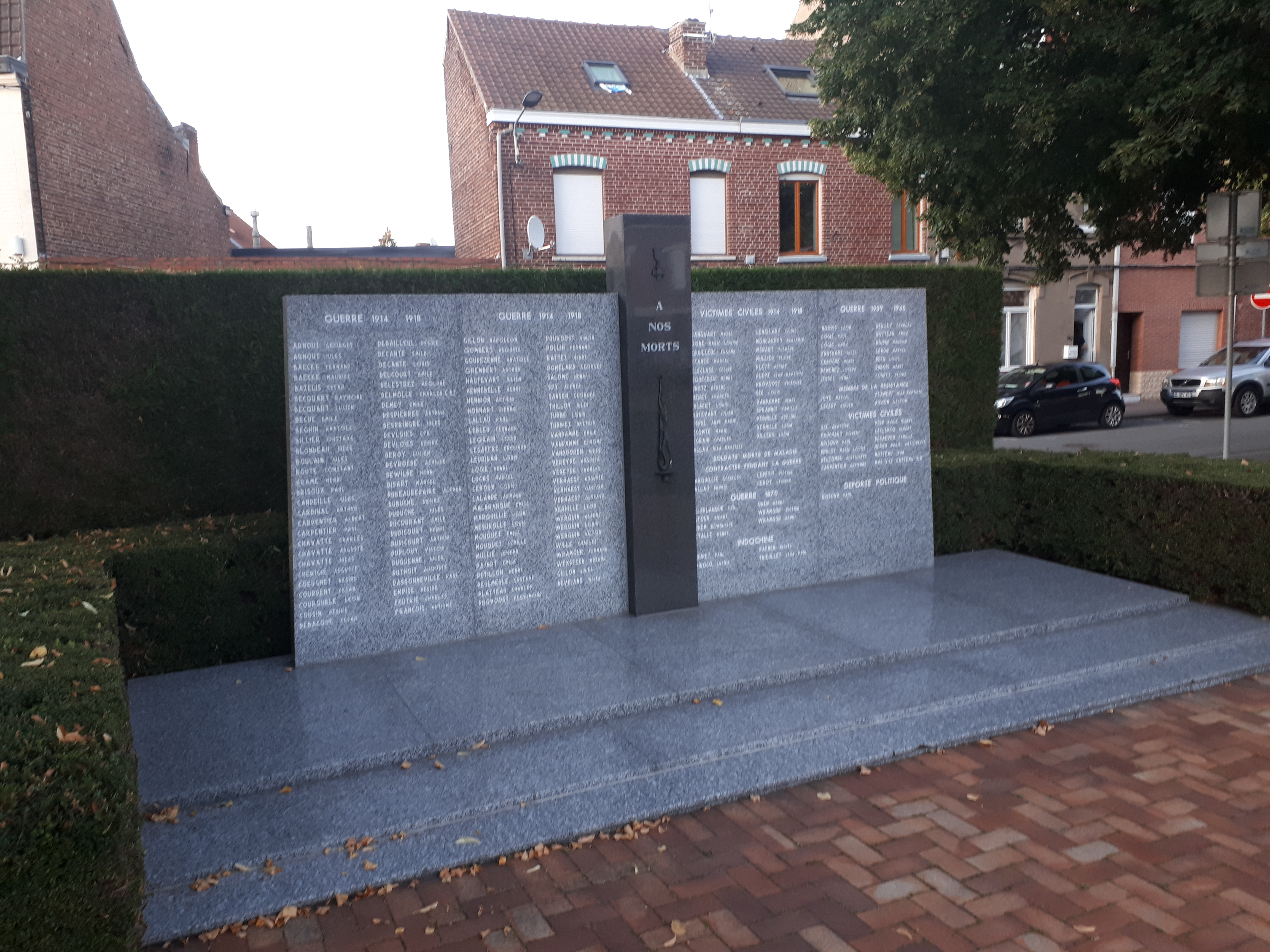
Gedenkplaat

## Demografie
Onderstaande figuur toont het verloop van het inwonertal (bron: INSEE-tellingen).

## Partnersteden
Erquinghem-Lys heeft een jumelage met twee plaatsen:
- Billerbeck (Duitsland) 2016
- Skipton (Groot-Brittannië) 2009

## Nabijgelegen kernen
Armentières, Steenwerck, Sailly-sur-la-Lys, Fleurbaix